# Referat (Organisation)

Interne Organisation eines fiktiven Bundesministeriums

Ein Referat ist ein bestimmtes Sach- oder Aufgabengebiet, das innerhalb einer Behörde (zum Beispiel Ämter, Anstalten des öffentlichen Rechts, Ministerien, Gerichte) oder innerhalb einer Organisation (zum Beispiel Parteien, Verbände, Vereine) in deren Struktur eingebunden ist. Die vom Referatsleiter geführten Referate dienen der effizienteren Erledigung der vielfältigen Aufgaben innerhalb der betreffenden Organisation.
Zu den Referaten gehören auch Personen, die dem Referatsleiter bei der Wahrnehmung seiner fachlichen Aufgaben unterstellt sind. Entsprechend der im öffentlichen Dienst definierten Hierarchieordnung sind das Wissenschaftliche Mitarbeiter, Referenten (höherer Dienst), Sachbearbeiter (gehobener Dienst), Bürosachbearbeiter (mittlerer Dienst) und sonstige Mitarbeiter. Referate besitzen innerhalb der jeweiligen Dienststelle meist eine aufgabenorientierte Organisationsstruktur.
Es gibt zahlreiche Referate, so z. B. für Arbeit und Wirtschaft, für Umwelt und Gesundheit, für Rechtsfragen, für die Öffentlichkeitsarbeit, für die Forschungsförderung, für die Jugendförderung, für die Berufspraxis, für die Stadtentwicklung, für die Qualitätssicherung, für barrierefreies Bauen, für weltanschauliche Fragen.
In deutschen Bundesministerien sind Referate bestimmten Unterabteilungen zugeordnet und untergliedern sich in Sachgebiete. Referatsleiter sind dort meist Ministerialräte (Besoldungsgruppe A 16 oder B 3), seltener Regierungsdirektoren (Besoldungsgruppe A 15). In Ober- und Mittelbehörden können die Referate in (Referats-)Gruppen zusammengefasst werden, vergleichbar mit den Unterabteilungen der Ministerien. (Referats-)Gruppenleiter sind dort meist Leitende Regierungsdirektoren (entspricht von der Besoldung dem Ministerialrat) oder Regierungsdirektoren mit dem Ziel der Beförderung.